# 孔比耶
孔比耶（法語：Combiers，法語發音：[kɔ̃bje]）是法国夏朗德省的一个市镇，属于昂古莱姆区。

## 地理
孔比耶（45°29'32"N, 0°24'53"E）面积23.96 平方千米，位于法国新阿基坦大区夏朗德省，该省份为法国西部内陆省份，北起德塞夫勒省和维埃纳省，东临上维埃纳省，东南至多尔多涅省，南至多爾多涅省，西接滨海夏朗德省。
与孔比耶接壤的市镇（或旧市镇、城区）包括：沙拉、埃东、鲁尼亚克、拉罗什博库尔和阿让蒂讷、圣克鲁瓦德马勒伊、佩里戈尔地区马勒伊。

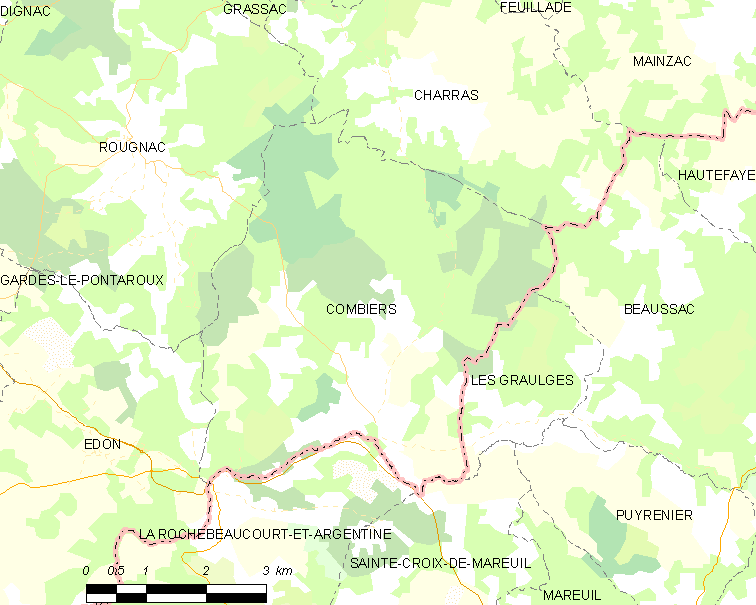
孔比耶的OSM定位图

孔比耶的时区为UTC+01:00、UTC+02:00（夏令时）。

## 行政
孔比耶的邮政编码为16320，INSEE市镇编码为16103。

## 政治
孔比耶所属的省级选区为蒂德-拉瓦莱特县。

## 人口

1962-2008年间孔比耶人口变化图示

孔比耶于2022年1月1日时的人口数量为126人。